# Peter Abrahams
Peter Abrahams (ur. 28 czerwca 1947 w Bostonie) – amerykański pisarz, autor ponad dwudziestu powieści, w tym Koniec historii, Białe plamy i Fan zekranizowanej pod tym samym tytułem w 1996 roku przez Tony’ego Scotta, w której główną rolę zagrał Robert De Niro. W mroku prawdy została nominowana do nagrody Nagrody im. Edgara Allana Poegogo, a Białe plamy do Shamus Awards. Absolwent Williams College, w którym zdobył tytuł licencjata.

## Twórczość

### Cykl Ingrid na tropie
Seria dla młodzieży, bohaterką jest Ingrid Levin-Hill, trzynastolatka z miasteczka Echo Falls. Jej idolem jest Sherlock Holmes. A ona sama zgodnie z zasadami jego dedukcji bada niezwykle skomplikowane afery kryminalne.
1. W głąb króliczej nory (Down the Rabbit Hole, 2005)
2. Ktoś za kurtyną (Behind the Curtain, 2006)
3. W ciemnym lesie (Into the Dark, 2008)

### Cykl Chet i Bernie – pod pseudonimem Spencer Quinn
Kolejna seria tym razem pisana pod pseudonimem. Tym razem narratorem jest Chet, mieszaniec labrador, który po wyrzuceniu z elitarnej szkoły policyjnej dla psów K9, stał się wiernym przyjacielem i współpracownikiem Berniego Małego, prywatnego detektywa.
1. Na psa urok (Dog On It, 2009)
2. Chet i Bernie na tropie (Thereby Hangs a Tail, 2010)
3. To Fetch a Thief (2010)
4. The Dog Who Knew Too Much (2011)
5. A Fistful of Collars (2012)
6. The Sound And The Furry (2013)
7. Paw and Order (2014)
8. Scents and Sensibility (2015)
9. Santa 365 (2015)

Książki z serii wydane tylko w postaci e-booka
- A Cat Was Involved (2012)
- The Iggy Chronicles, Volume One (2013)
- Tail of Vengeance (2014 e-book)

### Cykl Robbie Forester and the Outlaws of Sherwood Street
1. The Outlaws of Sherwood Street: Stealing from the Rich (2012)
2. The Outlaws of Sherwood Street: Giving to the Poor (2013)

### Cykl Bowser i Birdie
Seria o 11-letniej Birdie Gaux i jej psie Bowserze.
1. Woof (2015)
2. Arf (2016)
3. Bow Wow (2017)

### Pozostałe
- Gniew (The Fury of Rachel Monette, 1980)
- Języki Ognia (Tongues of Fire, 1982)
- Czerwona Wiadomość (Red Message, 1986)
- Śmierć w deszczu (Hard Rain, 1988)
- Wszystko w mojej mocy (Pressure Drop, 1989) – książka w pierwszym wydaniu ukazała się jako Fatum
- Czas powrotu (Revolution Number 9, 1992)
- W mroku prawdy (Lights Out, 1994)
- Fan (The Fan, 1995)
- Zbrodnia doskonała (A Perfect Crime, 1998)
- Zabawa w porwanego (Crying Wolf, 2000)
- Ostatni rebeliant (Last of the Dixie Heroes, 2001)
- Korepetytor (The Tutor, 2002)
- Granice ich marzeń (Their Wildest Dreams, 2003)
- Białe plamy (Oblivion, 2005)
- Koniec historii (End of Story, 2006)
- Zawrót głowy (Nerve Damage, 2007)
- Złudzenie (Delusion, 2008)
- Prawdziwy sprawdzian (Reality Check, 2009)
- Bullet Point (2010)
- Quacky Baseball (2011)
- The Right Side (2017)

## Polscy wydawcy
Pierwotnie książki wydawało Toruńskie wydawnictwo C&T, ostatnie dwie pozycje Zawrót głowy i Złudzenie zostały wydane przez wydawnictwo Albatros. Cykl Echo Falls jest wydawany przez wydawnictwo C&T. Książki wydawane pod pseudonimem Spencer Quinn wydawane są przez Wydawnictwo Literackie.